# フタスジチョウ
フタスジチョウ（二筋蝶  Neptis rivularis）は、タテハチョウ科に属するチョウの一種。

## 概要
ミスジチョウの仲間であるが、本種は前翅に一条・後翅に一条。ただし生息地が分断されているため帯の幅や形は地理的変異が著しい。とくに只見地区の亜種は白帯がつぶれ、趣味者に「黒いフタスジ」などと呼ばれる。山地草原や林縁を滑空し、オカトラノオやクガイソウなどの花によく集まる。雄は吸水にも訪れる。
越冬態は幼虫（3齢）。幼虫の食草はバラ科のユキヤナギ、シモツケ、イワシモツケ、ホザキシモツケなど。卵は葉の表に1つずつ産卵される。年一化性で、成虫は6月から7月末ごろまで見られる。

## 分布
日本国外ではユーラシア大陸北部。国内では北海道全土、岩手県・関東地方北部・中部地方の山地。

## 保全状況評価
以下の県でレッドデータに記載されている。
奥只見亜種 Neptis rivularis tadamiensis
- 福島県・新潟県（絶滅危惧II類）

東北地方亜種 N. r. shirozui
- 岩手県（絶滅危惧II類）、秋田県（絶滅危惧I類）

中部地方亜種 N. r. insularum
- 新潟県・岐阜県・群馬県・埼玉県（準絶滅危惧）、栃木県（その他）